# Politik-digital.de
politik-digital.de ist eine parteienunabhängige Informations- und Kommunikationsplattform zum Themenfeld Internet und Politik. Sie wird vom gemeinnützigen Verein politik-digital e. V. mit Sitz in Berlin betrieben, der die Unabhängigkeit gewährleistet. Die Betreiber wollen den Austausch zwischen Politik und Bürgern intensivieren, die Möglichkeiten für eine demokratische Beteiligung der Bürger verbessern sowie mehr Transparenz innerhalb der politischen Institutionen und Prozesse fördern. Auf politik-digital.de werden täglich neue Artikel und Meldungen zum Thema „politische Kommunikation und neue Medien“ angeboten.

## Geschichte
Die Website politik-digital.de gibt es seit November 1998. Lars Hinrichs, Peer-Arne Böttcher und Philipp Stradtmann gründeten sie als Nachfolgeprojekt von wahlkampf98.de, einer  Plattform zur Bundestagswahl 1998. Politik-digital.de erhielt den Grimme Online Award Medienkompetenz 2001 und wurde 2003 mit dem Alternativen Medienpreis ausgezeichnet. In den Jahren 2001 und 2003 hat PoliticsOnline politik-digital.de als einen der "25 Who Are Changing the World of Internet and Politics" anerkannt.
2002 hatte die Verleihung des Poldi-Awards an das Internet-Netzwerk Indymedia für öffentliche Kritik gesorgt, da er von der Bundeszentrale für politische Bildung mitinitiiert worden war, während Indymedia aber von mehreren Verfassungsschutzämtern als linksextremistisch eingestuft wird. Das Bundesinnenministerium, welchem die Bundeszentrale untersteht, gab daraufhin an, dass die Ergebnisse der verdeckten Abstimmung bis zum „Öffnen der entsprechenden Umschläge“ unbekannt gewesen seien und erklärte, als Konsequenz, dass es und die Bundeszentrale künftig nicht mehr an verdeckten Abstimmungen teilnehmen würden.

## Trägerverein
Der Trägerverein politik-digital (bis 05/2014 pol-di.net)(genauer: „politik-digital für eine demokratische und digitale Entwicklung der europäischen Informationsgesellschaft“) wurde Ende 1999 gegründet. Seit Januar 2007 ist der Verein gemeinnützig. Er bezeichnet sich selbst als „digitaler Think-Tank in der europäischen Informationsgesellschaft“. politik-digital e. V. finanziert sich durch strategische und praktische Dienstleistungen im Bereich der politischen Online-Kommunikation. Dazu zählen die Durchführung von Livechats (z. B. mit Politikern), redaktionelle und konzeptionelle Dienstleistungen sowie die Erstellung von wissenschaftlichen Studien und Research-Papers. Im Jahr 2002 vergab der Verein den mit 5.000 Euro dotierten „poldi Award“ für E-Democracy in Berlin. Zu den Preisträgern gehörten Germanwatch (Kategorie: Umwelt und nachhaltige Entwicklung), das globale Netzwerk von unabhängigen Medienaktivisten und Journalisten Indymedia (Kategorie: Wissenschaft, Bildung und Kultur), das Informationsportal zum Tourette-Syndrom „tourette.de“ (Kategorie: Gesundheit und Soziales) sowie die Initiative „zivi-in-ghana.de“ (Kategorie: Demokratie und Bürgerengagement).

## Projekte
politik-digital.de hat im Laufe der Jahre eine Vielzahl von Projekten durchgeführt. Dazu zählt z. B. die Video-Kampagne „Geh-nicht-hin!“, in der anlässlich der Bundestagswahl 2009 die Politikverdrossenheit und Wahlmüdigkeit in Deutschland thematisiert wurde. Zu den am Videodreh beteiligten Prominenten gehörten u. a. der Chefsprecher der Tagesschau Jan Hofer, die Fernsehmoderatoren Sandra Maischberger und Markus Kavka sowie der Blogger Sascha Lobo. Und mit der Initiative "wie-weit-wollen-wir-gen.de", die gemeinsam mit dem Institut für Zukunftsstudien und Technologiebewertung (IZT) sowie der Vereinigung Deutscher Wissenschaftler (VDW) durchgeführt wurde, bot man Jugendlichen die Möglichkeit, sich mit ihrer Stimme und ihrer Meinung online mit dem Thema Genforschung auseinanderzusetzen. Aktuell finden über politik-digital regelmäßig Bürgersprechstunden mit Abgeordneten statt.